# Antioquialooftiran
De antioquialooftiran (Pogonotriccus lanyoni; synoniem: Phylloscartes lanyoni) is een zangvogel uit de familie Tyrannidae (tirannen). Het is een bedreigde, endemische vogelsoort in 
noordwestelijk Colombia. De Nederlandse naam verwijst naar het departement Antioquia. De wetenschappelijke naam verwijst naar de ornitholoog  Wesley E.Lanyon, een collega van de auteur, Gary Graves. De vogel werd in 1988 beschreven; het holotype bevond zich in de collectie van de Amerikaanse bioloog Melbourne Armstrong Carriker en werd door hem in 1948 verzameld.

## Kenmerken
De vogel is 11 cm lang. Het is een zangvogel die lijkt op een vliegenvanger die van onder heldergeel is en van boven olijfkleurig groen, met een grijze kruin. De vogel heeft een vage, halve ring om het oog en een dubbele, gele vleugelstreep. De vogel lijkt op de brillooftiran, maar die heeft een veel duidelijkere, doorlopende oogring.

## Verspreiding en leefgebied
Deze soort komt voor in de uitlopers van de Andes in de departementen Caldas, Antioquia, Cundinamarca, Boyacá en Santander. Het leefgebied bestaat uit loofbossen op heuvels en hellingen tussen de 450 en 900 m boven zeeniveau.

## Status
De antioquialooftiran heeft een beperkt en sterk versnipperd verspreidingsgebied en daardoor is de kans op uitsterven aanwezig. De grootte van de populatie werd in 2016 door BirdLife International geschat op 600 tot 1700 individuen en de populatie-aantallen nemen af door habitatverlies. Het leefgebied wordt versnipperd en aangetast door ontbossing waarbij natuurlijk bos wordt omgezet in gebied voor agrarisch gebruik, mijnbouwactiviteiten en de aanleg van infrastructuur. Om deze redenen staat deze soort als bedreigd op de Rode Lijst van de IUCN.